# ティモシー・トレッドウェル
ティモシー・トレッドウェル（Timothy Treadwell、生誕名：ティモシー・ウィリアム・デクスター（Timothy William Dexter）、1957年4月29日 - 2003年10月5日）は、アメリカの熊愛好家、環境保護主義者、自然主義者、ドキュメンタリー映画制作者、熊保護団体『Grizzly People』の創始者である。
彼は、アラスカ州カトマイ国立公園で13年に渡って夏をハイイログマと共に過ごした。しかし13年目となる2003年10月5日、恋人のエイミー・ヒュグナードと共にヒグマにほぼ完全に捕食された。トレッドウェルの生涯や作品、そしてその死はヴェルナー・ヘルツォーク監督のドキュメンタリー映画『グリズリーマン』（2005年）により世に知られた。

## 半生
ニューヨーク州ロングアイランドで、ヴァル・デクスター、キャロル・デクスター夫婦の5人の子供の1人として生まれた。カネクウォット高校に通い、そこでGPA評価のB等級を獲得し、水泳チームでは潜水のスター選手だった。また動物が非常に好きで、ウィリーという名前のリスを飼っていた。映画『グリズリーマン』のインタビューにて彼の両親は、「大学に行くまでは普通の青年であった」と証言している。大学で彼は、自分がオーストラリアで生まれたイギリス人孤児であると主張した。映画の中で父親は、コメディドラマ「チアーズ」でウディ・ハレルソンが演じたウッディ・ボイド役を逃して以降、「螺旋を描いて落ちるように」アルコール依存症になったと証言している。

## 熊への傾倒
その後クマにより殺害されるまでの13年間にわたり、夏季にハイイログマを研究した。彼の著書『Among Grizzlies: Living with Wild Bears in Alaska』によると、彼の熊保護活動は1980年代後期、ヘロインの過剰摂取から生還した後に始まった。この本の中で「薬物中毒のおかげでアルコール中毒から抜け出せた」と主張している。
子供の頃から動物好きだった彼は、親友の説得もあり、熊を見るためアラスカへ旅立った。前述の本で、「野生の熊との初めての遭遇で、人生を賭けた仕事と言うものを見つけ、そして今まさに自分の運命が熊たちと絡み合った事を知った」と書いている。彼は、薬物中毒とアルコール中毒からの回復は完全な熊との結びつきによるものだと考えていた。

## アラスカ探検

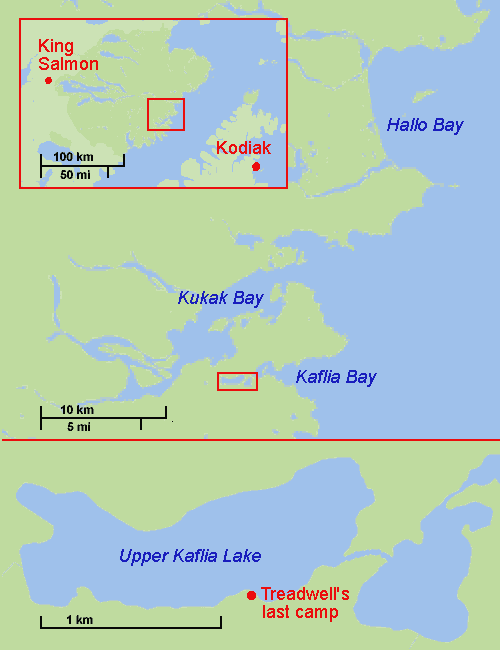
"ハイイログマの聖域"から"ハイイログマの迷路"まで

トレッドウェルは、カトマイ国立公園沿岸域のハロ湾に面した「ビッグ・グリーン」と地元で呼ばれる、イトランが生えた開けた場所にキャンプして初夏を過ごした。彼はこの場所を「ハイイログマの聖域」と呼んでいる。彼は観察対象の熊に非常に接近することで知られており、時には熊の身体に触れたり、小熊と遊ぶことすらあった。しかし、前述の自著において彼は、「いつも熊に注意して行動しており、この行為は動物とお互いの信頼と尊重を育むものである」と主張していた。また遭遇したクマを名付け、毎夏一貫して同じクマを観察することにより、「彼らとの永続的な関係を築いている」と主張した。これに対し、アメリカ地質調査所アラスカ科学センターの生態研究学者であるトム・スミスは、「トレッドウェルは クマとの距離、野生生物への嫌がらせ、自然のプロセスを妨害するという点で、あらゆる公園のルールを破っていた。彼の個人的な使命は公園のサービスと矛盾していた。彼は何度も警告を受けていた。」と証言をしている。またトレッドウェルの死に関して、「彼の死は悲劇だが、容易に想像できたことだ。」と戒めた。
2001年から、トレッドウェルはテレビ出演と環境団体活動による大々的なメディア露出によって著名となり、環境活動家として頻繁に公の場に姿を見せるようになった。彼は、熊についての学童教育を施すためにアメリカ合衆国中を訪問した。また、自身の体験を討論するためにディスカバリーチャンネル、レイト・ショー・ウィズ・デイヴィッド・レターマン、デートラインNBCに出演した。
そして、アラスカ半島における冒険を記した『Among Grizzlies: Living with Wild Bears in Alaska』を、20年来の同僚であったジュエル・パロヴァック(Jewel Palovak)との共著で出版している。また、トレッドウェルとパロヴァックは、熊の保護・生息地保全団体である『Grizzly People』を設立した。
熊を研究し、熊を育て、ロシアのカムチャッカで10年間熊と暮らした研究家のチャーリー・ラッセルは、トレッドウェルと共同で仕事をしていたが、ラッセルはトレッドウェルがペッパースプレーや電気柵などの基本的な安全対策を怠っていたことを批判している。またトレッドウェルの死についてアラスカ州民の標準的な反応について、「他の人がそうであるように、ティモシーが13年間を熊を殺し他人を案内することに費やしたならば、アラスカにおいて彼は大きな賞賛と共に記憶に残っただろう」というコメントを残している。ラッセルは映画『グリズリーマン』についても批判的で、不正確だと述べ、もしパロヴァックが「本当に熊を保護していたのなら、熊に同情的な映画監督を探すべきだった」と述べている。
Grizzly Peopleによると、トレッドウェルの死後直ぐに5頭の熊が密猟されたが、彼がカトマイにいる間には一度もそういう事例はなかったという。しかしアンカレッジ・デイリー・ニュースが報じた法廷記録によると、有罪の当事者は、国立公園に隣接する狩猟が可能な地域である保護区内のファネル・クリーク沿いで野生動物を密猟した罪で起訴された。ニック・ジャンスの著書『The Grizzly Maze』などいくつかの資料によると、トレッドウェルは、カトマイ国立公園の沿岸、ハロー湾・カフリア湾またはその周辺でキャンプするのみだったという。なお、カトマイ国立公園の全域は16,000平方キロメートルであり、そこをパトロールする唯一の効果的な手段は、アメリカ合衆国国立公園局が運用している飛行機である。

## アメリカ合衆国国立公園局との衝突
トレッドウェルがグリズリーと過ごした数年間、混乱がなかったわけではない。ほとんど最初期から、アメリカ合衆国国立公園局は彼らの行動に懸念を表明していた。それによる公園の制限により、トレッドウェルはますます怒りを募らせていった。公園局で保管されているトレッドウェルの資料によると、1994年から2003年までに少なくとも6つの違反をパーク・レンジャーは報告している。その内容は、「無免許で観光客を案内した」、「パークサービスの7日間の制限時間を超えて同じエリアでキャンプをした」、「不適切な食料の保管」、「野生動物への嫌がらせ」、「訪問者やガイドとの衝突」などである。トレッドウェルはまた、キャンプ周辺に電気柵を設置することを拒否したり、熊除けスプレーを携帯して抑止力として使用することを拒否したりして当局を苛立たせたが、その実、彼自身は熊よけスプレーを所持したことがあり、少なくとも一度は使用したことがある。しかし、「それが熊に生じさせた痛みにひどい悲しみを感じていた」と書いており、それ以降の使用を拒否している。
1998年、トレッドウェルはテントの中に食べ物の入ったクーラーボックスを保管していたとして、レンジャーから警告を受けた。別の事件では、禁止されている携行発電機の撤去を命じたこともあった。公園局はトレッドウェルの行動に対し「半径1マイル(1.6km)同一地域7日間に限られた宿営」という新しいルール「トレッドウェルルール」を策定した。当初、トレッドウェルは小型モーターボートを使ってキャンプを海岸の上下に移動させるという命令に従った。この方法が実用的ではないことを悟ったトレッドウェルは、後にパークサービスからキャンプを茂った木立の中に隠すようになった。彼はこの違反で少なくとも一度は警告を受けた。

## 死去
2003年10月、トレッドウェルは恋人の医師助手、エイミー・ヒュグナード(Amie Huguenard, 1965年10月23日 - 2003年10月5日, ニューヨーク州バッファロー生)と共に、コディアック島からシェリコフ海峡を挟んだアラスカ半島にあるカトマイ国立公園を訪れた。ヴェルナー・ヘルツォークは『グリズリーマン』で、トレッドウェルの日記によると、「ヒュグナードは熊を恐れ、熊の存在を非常に不快に感じていた」と述べている。トレッドウェルは、秋にグリズリーがよく餌を食べるサケの小川の近くにキャンプ場を選んだ。彼が公園にいたのは例年よりも遅く、クマが冬になる前にできるだけ多くの脂肪を蓄えようとする時期であった。その秋には食料が不足していたため、グリズリーベアは比較的攻撃的になっていた。
トレッドウェルは例年の時期に公園を出る予定だったが、お気に入りのメスのヒグマを見つけるために滞在を1週間延長した。トレッドウェルは「私は現代文明が嫌いで、人間の周りの大都市にいるよりも自然の中でクマと一緒にいる方が快い。」と言っていた。しかしこの時点で夏の間に慣れ親しんだクマは既に冬眠に入り、公園の他の場所からトレッドウェルの知らないクマが移動してきていた。亡くなる数時間前にトレッドウェルが撮影した最後の映像の中には、死んだサケの一切れを求めて何度も川に飛び込んでいくクマの映像が含まれていた。トレッドウェルはその映像の中で、「その特定の熊の周りでは全く心安く感じなかった」と述べている。『グリズリーマン』の中でヘルツォークは、トレッドウェルが自分を殺したクマを撮影した可能性を示唆している。

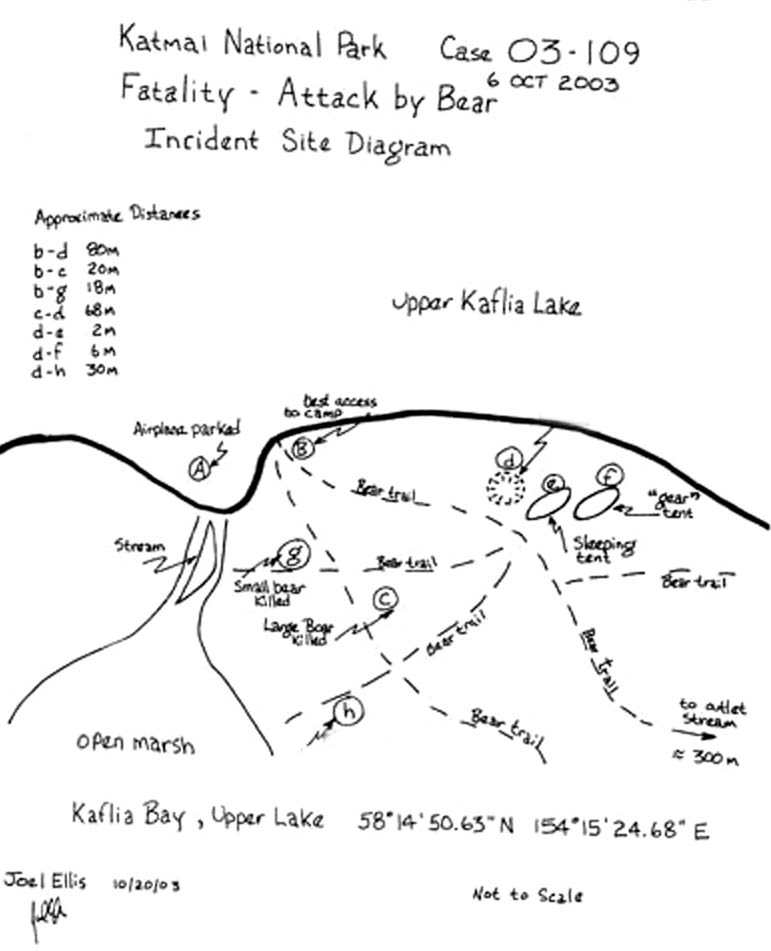
襲撃現場の図、遺品と遺体、熊の痕を表示している。経度に誤りがある、東経ではなく西経。

10月5日の正午頃に、トレッドウェルは衛星電話でカリフォルニア州マリブの友人と会話した。翌日の10月6日、コディアック島のエアタクシーパイロット、ウィリー・フルトンはトレッドウェルとヒュグナードを迎えに彼らのキャンプ地へ行ったが、熊が1頭ばかりだったため地元の公園管理者に連絡した。捜索により間も無く2人の遺骸が発見された。トレッドウェルの頭部、背骨の一部、腕時計をつけたままの右前腕と手は、キャンプから少し離れたところで発見された。ヒュグナードの遺体の残骸は、一部が土饅頭に埋まった状態で引き裂かれ潰れたテントの横で発見された。キャンプ地にいた1頭の大きな雄のハイイログマ(Bear 141とタグ付けされた) は2人の遺体を取り戻すためにパーク・レンジャーによって射殺された。2頭目の若いクマもすぐ後にパークレンジャーに突撃して殺された。『Bear 141』の現場での剖検では、指や手足などの人間の体の一部が発見された。若いクマは剖検前に他の動物によって食い尽くされた。カトマイ国立公園85年の歴史上において、これが初めて認知された熊による殺人だった。
現場でビデオカメラが発見され、攻撃中に作動していたことが証明されたが、警察の発表によると、6分間のテープには、ヒグマがトレッドウェルを襲い殺害した時の声と叫び声だけが記録されていたという。テープはトレッドウェルが襲われていると叫ぶところから始まる。テープには音だけが録音されていたことから、警察官はカメラがダッフルバッグに詰め込まれている間か、夜の暗闇の中で攻撃が行われたのではないかとみている。『グリズリーマン』で、 監督のヘルツォークは、カメラのレンズキャップがつけっぱなしになっていたと主張し、攻撃が起きた時にトレッドウェルとヒュグナードが別のビデオシーケンスの準備をしていたことを示唆している。カメラは攻撃の直前に電源が入っていたため、おそらく音が鳴っていたと思われるが、カメラは6分間の音声を記録しただけでテープが切れてしまった。しかし、これはトレッドウェルへのクマの最初の攻撃と彼の断末魔の声、ヒュグナードがトレッドウェルに死んだふりをするように言った後のクマの後退と、彼女が熊を攻撃した時のクマの後退、そしてトレッドウェルを連れ去って森の中に帰ってゆくクマを記録するのには十分な時間であった。

## メディアの注目
- 『グリズリーマン』（原題：Grizzly Man, 監督：ヴェルナー・ヘルツォーク）は、トレッドウェルのアラスカにおける野生生活と作品を追った2005年のドキュメンタリー映画。配給はライオンズゲート、後にディスカバリー・チャンネルでテレビ放映された。トレッドウェル自身の映像と、彼を知る人々のインタビューが紹介されており、ヘルツォークは、トレッドウェルの映像と写真を賞賛している反面、トレッドウェルは「希死観念を持った不安定な人物だったと考えている」とも述べている。トレッドウェルが野生動物を擬人化して扱っていたことは、ドキュメンタリーの中で明らかになっている。
- The Grizzly Man Diariesは、アニマルプラネットで2008年8月22日より放送された8エピソードのミニシリーズ。『グリズリーマン』のスピンオフであり、Creative Differencesが制作した。内容は、彼の探検中にトレッドウェルが撮影した日記のエントリ、および映像や写真でトレッドウェルの人生の最後の10年間を年代記として紹介している。